# مرغابی وحشی (فیلم)
مرغابی وحشی فیلمی به کارگردانی مسعود کرامتی و نویسندگی ناصر هاشمی ساختهٔ سال ۱۳۷۰ است.

## خلاصه داستان
یحیی، نوجوان روستایی، را از بدو تولد به دلیل این که میان انگشتان دستش پرده ای وجود داشته تمسخر کرده و شوم دانسته‌اند. یحیی که بر اثر این رفتار منزوی و گوشه گیر شده، در جریان یک دزدی متهم به سرقت می‌شود و خود بدون آن که مطلع باشد با دزد همکاری می‌کند. با روشن شدن این موضوع یحیی بیش از پیش آزار می‌بیند. اما او عاقبت با به دام انداختن دزد، با کمک پرده‌های مرغابی شکل دستش، حقانیت خود را نشان می‌دهد و به مردم روستا نزدیک می‌شود

## بازیگران
- ابراهیم پناهی
- انوش نصر
- اعظم علیپور
- علی عسگری
- علی برنج جو
- بهار موجودی
- سیما پرنور
- منصوره حسن‌زاده
- یوسف پاشاکی